# Antoni Briàs i Miquel
Antoni Briàs i Miquel (Barcelona, 1866-Badalona, 1949) va ser un religiós català, rector de la parròquia de Sant Genís de l'Ametlla del Vallès i de Santa Maria de Badalona.
Es va formar inicialment al Seminari Conciliar de Barcelona i, després, es va llicenciar en Teologia al Seminari de València. Va dir la seva primera missa el 1892 i després d'un breu període com a vicari a Vilassar, va esdevenir professor al Seminari. Entre els anys 1898 i 1916 va ser rector de Sant Genís de l'Ametlla del Vallès i després va ser traslladat a la parròquia de Santa Maria de Badalona. Allà va ser molt apreciat i respectat per tothom, va fer una important tasca en favor de l'educació dels infants i va dedicar una atenció especial a les necessitats dels barris perifèrics de la ciutat. Per delegació del bisbe de Barcelona, va beneir els terrenys del nou cementiri de la ciutat, el 1927. El 1948, la ciutat li va retre un homenatge per la seva labor a la parròquia.